# Renaldo Bothma

a Compétitions nationales et continentales officielles uniquement.

b Matchs officiels uniquement.
Dernière mise à jour le 1 août 2022.
Renaldo Bothma, né le 18 septembre 1989 à Alberton (Afrique du Sud), est un joueur de rugby à XV international namibien évoluant aux postes de troisième ligne aile ou de troisième ligne centre. Il mesure 1,90 m pour 105 kg.

## Carrière

### En club
Renaldo Bothma grandit près de la ville d'Heidelberg, où il commence à jouer au rugby, et suit son éducation à la Volkskool Heidelberg. 
Il passe d'abord par l'académie des Falcons, avec qui il dispute la Craven Week, avant de rejoindre les Natal Sharks en 2008, avec qui il termine sa formation,. En 2010, il est retenu dans l'effectif senior des Natal Sharks pour disputer la Vodacom Cup, mais ne dispute aucun match.
Il rejoint les Golden Lions en 2010, avec qui il fait ses débuts professionnels lors de la saison 2010 de Currie Cup, puis dispute la Vodacom Cup 2011.
Il dispute ensuite la Currie Cup 2011 avec les Leopards, avant de rejoindre les Pumas à partir de 2012,. Il s'impose comme un titulaire régulier de cette équipe avec qui il est finaliste de la Vodacom Cup en 2013, avant de remporter la Currie Cup First Division (deuxième division) cette même année,
Repéré par ses performances au niveau provincial, il signe un contrat de deux saisons avec la franchise des Sharks pour disputer la saison 2015 de Super Rugby,. Il joue son premier match dans cette compétition le 14 février 2015 contre les Cheetahs. Il joue un total de seize rencontres lors de cette première saison au plus haut niveau, et s'impose comme un cadre de son équipe,.
Après sa première saison de Super Rugby, il effectue une pige d'une saison avec le club japonais des Toyota Verblitz en Top League,.
En mars 2016, il est libéré de sa deuxième année de contrat avec les Sharks pour rejoindre les rivaux des Bulls,. Il joue deux saisons avec cette équipe, disputant un total de six matchs.
En 2017, il signe un contrat de trois saisons avec le club anglais des Harlequins évoluant en Premiership. Perturbé par les blessures, notamment par trois fractures du bras, il ne joue que vingt-sept matchs lors de son passafge au club,. Il n'est pas conservé à l'issue de son contrat, et quitte le club en juin 2020. Englué dans des problèmes d'alcoolisme et de dépression, il décide alors de mettre un terme à sa carrière de joueur, pour se consacrer à son entreprise de vente de vêtements sportifs,,.
Plus d'un an après l'annonce de sa retraite, il rechausse les crampons avec l'équipe israélienne de Tel Aviv Heat pour la saison 2021-2022 de Super Cup,. Il joue sept matchs avec cette équipe, et inscrit deux essais. Au bout d'une saison, il est contraint de prendre une deuxième fois sa retraite de joueur, cette fois pour des raisons médicales à la suite d'une blessure au genou. 

### En équipe nationale
En 2013, Renaldo Bothma est sélectionné avec le XV sud-africain du président, sélection internationale représentant l'Afrique du Sud lors de cette édition de la Tbilissi Cup. Les Sud-africains remportent cette compétition en gagnant l'ensemble des matchs qu'ils disputent.
Sélectionnable avec la Namibie grâce à sa mère, il est sélectionné pour la première fois en juin 2014. Il obtient sa première cape internationale avec l'équipe de Namibie le 28 juin 2014 à l'occasion d'un match contre l'équipe du Kenya à Antananarivo.
Il fait partie du groupe namibien choisi par Phil Davies pour participer à la Coupe du monde 2015 en Angleterre. Il dispute trois matchs de cette compétition, contre la Nouvelle-Zélande, les Tonga et la Géorgie.
Quatre ans plus tard, il est retenu dans le groupe pour préparer la Coupe du monde 2019 au Japon, mais décide finalement de prendre sa retraite internationale.
Il sort de sa retraite internationale en 2021, afin de participer au premier tour de la Coupe d'Afrique, qualificative pour la Coupe du monde 2023,. Il ne dispute cependant pas la seconde partie de la compétition l'année suivante à cause d'une blessure au genou, la même blessure qui lui fera ensuite arrêter sa carrière.

## Palmarès

### En club et province
- Vainqueur de la Currie Cup First Division en 2013 avec les Pumas.

### En équipe nationale
- 19 sélections
- 45 points (8 essais)
- Participations à la Coupe du monde 2015 (3 matchs).